# 三丘村
三丘村（みつおそん）は、山口県熊毛郡にあった村。現在の周南市の南東端、山陽自動車道・熊毛インターチェンジの周辺にあたる。

## 地理
- 山岳：竜ヶ岳、城山、高塔山
- 河川：島田川、中村川

## 歴史
- 1889年（明治22年）4月1日 - 町村制の施行により、小松原村・安田村の区域をもって発足。
- 1956年（昭和31年）9月30日 - 高水村・勝間村・八代村と合併して熊毛町が発足。同日三丘村廃止。

## 交通

### 道路
現在は旧村域に山陽自動車道の熊毛インターチェンジが所在するが、当時は未開通。